# Othello (film, 1951)
Othello (tudi angleško The Tragedy of Othello: The Moor of Venice) je tragični film iz leta 1951, ki ga je režiral in produciral Orson Welles ter zanj tudi napisal scenarij po Shakespeareovi istoimenski igri in odigral naslovno vlogo. V glavnih vlogah nastopajo še Micheál MacLiammóir kot Iago, Robert Coote kot Roderigo, Suzanne Cloutier kot Desdemona, Michael Laurence kot Cassio, Fay Compton kot Emilia in Doris Dowling kot Bianca. 
Snemanje je potekalo v obdobju treh let v Maroku, Benetkah, Toskani in Rimu. Premierno je bil prikazan 29. novembra 1951 in osvojil nagrado Grand Prix du Festival International du Film na Filmskem festivalu v Cannesu. V ZDA je distributor United Artists film začel prikazovati leta 1955. Kasneje so bile v kinematografih prikazane tri nove različice filma, dve je nadzoroval Welles, zadnjo restavrirano iz leta 1992 pa njegova hči Beatrice Welles.

## Vloge
- Orson Welles kot Othello
- Micheál Mac Liammóir kot Iago
- Robert Coote kot Roderigo
- Suzanne Cloutier kot Desdemona
- Hilton Edwards kot Brabantio
- Nicholas Bruce kot Lodovico
- Michael Laurence kot Michael Cassio
- Fay Compton kot Emilia
- Doris Dowling kot Bianca